# Сєдишев Юрій Миколайович
Ю́рій Микола́йович Сє́дишев — український науковець, доктор технічних наук, професор, заслужений діяч науки і техніки України, академік Академії наук прикладної радіоелектроніки, полковник запасу, винахідник.

## З життєпису
Випускник Харківського університету радіоелектроніки.
Є співавтором роботи «Пропозиції щодо модернізації безпілотних літальних апаратів типу Ту-141 „Стриж“ з розвідувального варіанту до варіанту безпілотного літака — перехоплювача повітряних цілей», 2012, співавтори М. М. Бойко, Р. М. Джус, С. М. Каратєєв, І. М. Клюшников, Ю. В. Севостьянов, Л. С. Северін,
- «Приймально-передавальні пристрої радіотехнічних систем», частина 2, 1992 — під його редакцією